# Barranc de la Cleda
El Barranc de la Cleda, és un barranc del terme de Sant Esteve de la Sarga, a la zona de Sant Esteve de la Sarga.
Es forma a 1.554 m. alt., a los Pous de Glaç, de la Serra del Montsec, a prop i a ponent de Sant Alís, i baixa cap al nord, fent alguns revolts a causa del terreny muntanyós que travessa, fins que arriba a lo Clotó, on s'ajunta amb el barranc de la Llau Xica, per tal de formar el barranc de les Vaqueres.